# Kujava Radinović
Kujava Radinović sau Radenović (n. secolul al XIV-lea – d. 1434) a fost a doua soție a regelui Ștefan Ostoja al Bosniei și, ca atare, a fost regină a Bosniei (consoartă) între 1399 și 1404 și din nou între 1409 și 1415 (și ca regină mamă între 1418 și 1420). A fost fiica nobilului Radin Jablanić din familia Radinović-Pavlović. Kujava  a fost sora ruda sa apropiată (verișoară) a magnatului Pavle Radinović, unul dintre cei mai puternici magnați din Regatul Bosniei.

## Regină consoartă și regină mamă
Kujava s-a căsătorit cu regele Stjepan Ostoja Kotromanić în 1399, la scurt timp după ce a divorțat de prima sa soție, regina Vitača⁠(d). Ostoja a fost forțat de nobilime s-o părăsească pe Vitača, ceea ce nu a fost greu de făcut, deoarece Biserica Bosniacă a permis divorțul. 
Prin căsătoria cu Kujava, Ostoja a câștigat sprijinul familiei nobile Radinović-Pavlović, deoarece erau strâns înrudiți de noua regină consortă. Kujava a fost sora sau verișoara primară a ducelui și magnatului Pavle Radinović. Kujava este menționată pentru prima dată ca regină într-o carte care datează din 5 februarie 1399.
Regina Kujava a locuit la Bobovac⁠(d) împreună cu soțul și fiul ei, Stjepan Ostojić. Când soțul ei a fost destituit de puternica nobilime bosniacă în 1404, el a părăsit Bobovac și a fugit în Ungaria, dar Kujava și Stjepan Ostojić au rămas în Bosnia. Coroana a fost dată nepotului reginei Kujava, regele Tvrtko al II-lea. Tvrtko al II-lea însuși a fost destituit în 1409 când soțul reginei Kujava s-a întors din exil și a redevenit rege.
Căsătoria reginei Kujava a început să se destrame în 1415. Ducele Pavle Radinović, vărul reginei Kujava a fost ucis într-un complot organizat de soțul ei, Ostoja. Autoritățile Republicii Ragusa au fost informate că Regina Bosniei era preocupată de viitorul ei datorită relației sale cu Pavle. Ducele Hrvoje Vukčić Hrvatinić a murit la scurt timp după aceea, lăsând în urma lui o văduvă bogată, Jelena Nelipić. Profitând de ocazie, Ostoja a divorțat de Kujava și s-a căsătorit (pentru a treia oară) cu ducesa văduvă Jelena. Complicitatea sa în complot și uciderea lui Pavle Radinović i-au indignat pe magnați, care l-au denunțat aspru în stanak (adunarea nobililor bosniaci). Istoricul din Republica Ragusa din secolul al XVI-lea, Mavro Orbini, a scris că până și fiul ei, Ostojić, i s-a alăturat împotriva tatălui său, fiind împotriva tratamentului aplicat mamei sale și a căsătoriei cu Jelena.
În 1418, fostul soț al Kujavei a murit, iar fiul lor a fost ales rege. Kujava a fost acum recunoscută ca regină mamă și a devenit brusc foarte influentă și puternică, conducând țara de facto alături de fiul ei. Scurtă domnie a fiului ei a fost marcată de conflictele reginei Kujava cu regina Jelena. Conflictele s-au terminat în vara anului 1419, când Ștefan a trimis-o la închisoare pe mama sa vitregă. Jelena a murit în circumstanțe suspecte în închisoare în 1422.

## Intrigi
Fiul ei a fost detronat de nobilime în favoarea lui Tvrtko al II-lea în 1420. A murit înainte de aprilie 1422, când Kujava a cerut autorităților din Ragusa să intervină de partea ei. Cu toate acestea, ea a încercat să caute răzbunare pentru detronarea fiului ei. Ea a primit sprijin din partea Republicii Ragusa în timpul ostilității sale față de Tvrtko și a conspirat cu anumiți magnați pentru a-l detrona. Kujava a eșuat însă în efortul ei de a-l pune pe tron pe Vuk Banić, o presupusă rudă a familiei regale, iar Vuk a trebuit să fugă în Republica Ragusa împreună cu alți conspiratori. În martie 1423, Tvrtko a mustrat oficialii din Ragusa pentru că i-au permis lui Vuk să facă schimb de scrisori cu mătușa sa, în timp ce Vuk însuși a susținut că niciodată nu a luat legătura cu ea. Fosta regină a încercat apoi să se folosească de relațiile încordate dintre Tvrtko și unii dintre vasalii acestuia. Având în plan acest lucru, s-a dus în Republica Ragusa, dar nu a fost clar ce anume își dorea. Autoritățile din Ragusa au încercat să o împace cu Tvrtko și au intervenit în numele ei pe lângă Sandalj Hranić⁠(d) Kosača și familia Zlatonosović. De asemenea, au ajutat-o financiar. Kujava a mai conspirat până în 1426, comunicând în secret cu Vuk. Cu toate acestea, influența ei în regat și în străinătate a scăzut considerabil. Autoritățile din Ragusa, după ce și-au rezolvat diferențele cu Tvrtko, au refuzat apoi cererea ei pentru ajutor financiar. În 1434, i-au trimis din nou cadouri, de data aceasta printr-un trimis al unui alt pretendent, fiul nelegitim al soțului ei, Radivoj Ostojić⁠(d).
Rămășițele a trei persoane au fost descoperite într-un mic mormânt din capela Bobovac în timpul săpăturilor arheologice din anii 1960, aparent reîngropate acolo în timpul domniei lui Tvrtko al II-lea. Se crede că aparțin reginei Kujava Radinović, fostului ei soț Ștefan Ostoja și fiului ei Ștefan Ostojić.